# Hoek van Holland

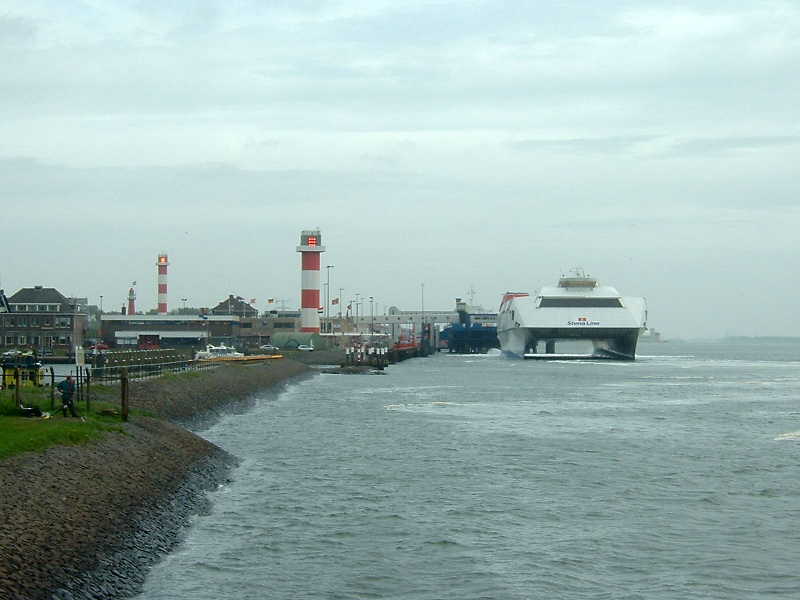
Terminal de los ferries de Stena Line en Nieuwe Waterweg, Hoek van Holland.

Hoek van Holland (literalmente La esquina de Holanda en neerlandés) es una localidad del centro de la costa occidental de los Países Bajos, en la provincia de Holanda Meridional. Está situada al final de la ribera meridional del Nieuwe Waterweg (brazo del Rin que pasa por Róterdam), en el punto de confluencia con la costa neerlandesa, que queda constituida hacia el norte por una larga costa rectilínea y uniforme constituida por una playa, mientras que hacia el sur queda cortada.
Es conocida por ser el punto de partida de los ferries hacia las islas británicas. Así como por la pertenencia al complejo del puerto de Róterdam ciudad a la que está conectada por tren. 
El Maeslantkering es un sistema de cierre de la Nieuwe Waterweg que sirve para proteger el puerto de Róterdam y los alrededores en caso de subida del nivel del mar, está situado en Hoek van Holland. Por su complejidad fue la última obra del Plan Delta.
Se discute ampliar la superficie de Hoek van Holland hacia el oeste ganando terreno al mar. El principal obstáculo es el mantenimiento del atractivo turístico del lugar, puesto que la playa actualmente existente habría de ser desplazada (de hecho, reconstruida) unos kilómetros mar adentro, y el material dragado tendría que ser similar al existente.[cita requerida]
Administrativamente pertenece al municipio de Róterdam, si bien esta ciudad está situada unos 20 km más al este. Constituye un distrito con 9942 habitantes (2004) y una superficie de 14,10 km².